# Juana Salabert
Pour les articles homonymes, voir Salabert.
Juana Salabert, née en 1962 à Paris, est une écrivaine, critique littéraire et traductrice franco-espagnole. Bilingue, elle écrit cependant en espagnol. Elle est notamment l'auteur des romans Le Vélodrome d'hiver (Velódromo de invierno), lauréat du prix Biblioteca Breve, Avenir, souvenir (Arde lo que será), finaliste du prix Nadal et La Règle de l'or (La regla del oro), polar sociétal ayant pour cadre le Madrid des années 2010 en pleine crise économique.

## Biographie
Elle naît à Paris en 1962. Elle est la fille de l’écrivain et traducteur espagnol Miguel Salabert (es), qui, pour fuir le régime franquiste et la censure dont il est victime en Espagne, s’exile en France en 1956. Elle grandit entre la France et l'Espagne et devient bilingue. 
Diplômée de l’université de Toulouse-Le Mirail, elle débute comme romancière en 1996 avec Varadero. Son second roman Arde lo que será écrit et publié la même année est finaliste du prix Nadal et est traduit en 1999 par la maison d’édition Payot & Rivages sous le titre Avenir, souvenir. 
En 2001, elle remporte le prix Biblioteca Breve décerné par l’éditeur Seix Barral avec le roman Velódromo de invierno, une histoire narrant les souvenirs d'une rescapée juive de la rafle du Vélodrome d'Hiver. Ce titre est traduit en 2007 par Buchet/Chastel sous le titre Le Vélodrome d'hiver
En 2015, elle signe le polar sociétal La Règle de l'or (La regla del oro) qui a pour cadre le Madrid des années 2010 et la période de crise économique traversée alors par l'Espagne. 

## Œuvres
- Varadero (1996)
- Arde lo que será (1996) Publié en français sous le titre Avenir, souvenir, traduction de Claude Murcia. Paris, Payot & Rivages, Rivages/Littératures étrangères, 1999.
- Mar de los espejos (1998)
- Aire nada más (1999)
- Estación central (1999)
- La bruja marioneta (2001)
- Velódromo de invierno (2001) Publié en français sous le titre Le Vélodrome d'hiver, traduction de Nelly Lhermillier. Paris, Buchet/Chastel, 2007.
- La noche ciega (2004)
- Hijas de la ira (2005)
- El bulevar del miedo (2007)
- La faz de la tierra (2011)
- La regla del oro (2015) Publié en français sous le titre La Règle de l'or, traduction de Myriam Chirousse. Paris, éditions Métailié, coll. « Bibliothèque hispanique » 2017.

## Prix et distinctions notables
- Finaliste du prix Nadal en 1996 avec le roman Avenir, souvenir (Arde lo que será).
- Lauréate du prix Biblioteca Breve en 2001 avec le roman Le Vélodrome d'hiver (Velódromo de invierno).
- Finaliste du prix national de littérature narrative en 2005 avec le roman La noche ciega.